# Louis-Marie Baader

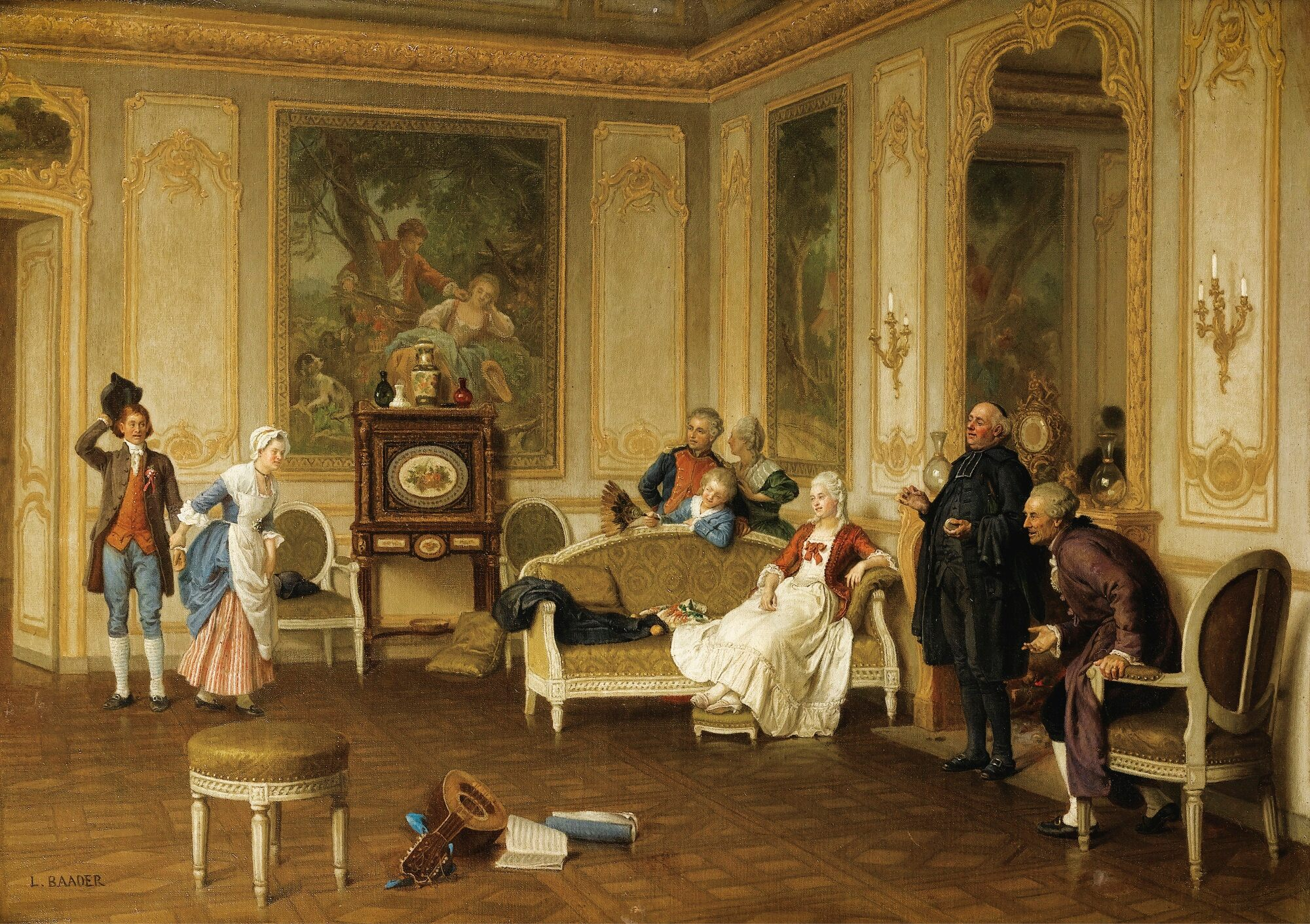
Rococo

Louis-Marie Baader (* 20. Juni 1828 in Lannion; † 2. Dezember 1920 in Morlaix) war ein französischer Genre- und Historienmaler.

## Leben und Werk
Louis-Marie Baader war als Sohn eines deutschen Musikers und seiner Frau normannischer Herkunft geboren. Sein Vater diente im Regiment des Grafen Jacques Boudin de Tromelin.
Unterstützt von dem Grafen, studierte Louis-Marie ab 1848 an der Pariser École des beaux-arts  bei Adolphe Yvon.
Nach dem Studium beschäftigte er sich zuerst mit der Kirchen- und Porträtmalerei, später mit der Historien- und mythologischen Malerei. Noch später schuf er Genrebilder und Gemälde militärischer Thematik.
Ab 1857 bis 1907 nahm er an Kunstausstellungen teil, erhielt 1866 und 1874 Medaillen. Er blieb sein Leben lang ledig. Er wurde auf dem Friedhof Saint-Charles in Morlaix beigesetzt.